# Die Abenteuer des Professor Thompson
Die Abenteuer des Professor Thompson (Originaltitel: Las Aventuras del Profesor Thompson) ist eine spanische Zeichentrickserie, die zwischen 1994 und 1995 produziert wurde.

## Handlung
Thompson, ein Professor für Archäologe, entdeckt bei Ausgrabungen in Ägypten ein Teil von einer magischen Metallpyramide. Um diese allerdings noch zu vervollständigen, benötigt er zwei weitere Teile, um dadurch den „Wagen des Osiris“ zusammensetzen zu können, welcher eine Pyramide ist, die es ihm ermöglicht, durch die Zeit zu reisen. Ist sie allerdings nicht vollständig, so lassen sich die Zeitreisen nicht steuern und kontrollieren. So kommt es, dass er mit seinen drei Freunden Pharao, Sepis und Porotosis quer durch die Weltgeschichte reist und dabei viele Abenteuer erlebt. Ebenfalls an dem „Wagen des Osiris“ sind die skrupellose Frida und der Erfinder Otto interessiert, die den dreien öfters auf ihrem Weg begegnen und in die Quere kommen.

## Produktion und Veröffentlichung
Die Serie wurde zwischen 1994 und 1995 in Spanien produziert. Dabei sind 26 Folgen entstanden. Die deutsche Erstausstrahlung erfolgte am 27. April 1995 auf RTL II. Zudem wurde die Serie in England, Frankreich, Polen und Sri Lanka ausgestrahlt.

## Episodenliste
| Folgen-Nr. | deutscher Titel                       |
| 1          | Der Wagen des Osiris                  |
| 2          | Händler und Hexenmeister              |
| 3          | Von Druiden und Kobolden              |
| 4          | Samarkand                             |
| 5          | Der Raub der Pyramide                 |
| 6          | Frida von Krugen                      |
| 7          | Im Reich der Wikinger                 |
| 8          | Der Talisman                          |
| 9          | Verrat in Sevilla                     |
| 10         | Die Dampflok                          |
| 11         | Die türkische Tänzerin                |
| 12         | Transsylvanien                        |
| 13         | An der schönen blauen Donau           |
| 14         | Der goldene Elefant                   |
| 15         | Das Experiment des Boris Igorovich    |
| 16         | Unter dem Einfluß des Mondes          |
| 17         | Der Papierschmetterling               |
| 18         | An der Küste Afrikas                  |
| 19         | Der Tempel der Diana                  |
| 20         | Auf dem Piratenschiff                 |
| 21         | Die verborgene Stadt                  |
| 22         | Atlantis                              |
| 23         | Der heilige Stein                     |
| 24         | Das Geheimnis des Apestophis Serepath |
| 25         | Die Insel des Ra                      |
| 26         | Von der Themse bis zum Nil            |